# Formas nominais do verbo
As formas nominais do verbo ou verbos não finitos são o gerúndio, infinitivo e particípio. Não apresentam flexão de tempo e modo, perdendo, desta maneira, algumas das características principais dos verbos. Por serem tomadas como nomes (substantivos, adjetivos e advérbios), recebem o nome de formas nominais. Estas formas se comportam semelhantes a um substantivo, adjetivo ou advérbio.

## Infinitivo
O infinitivo indica a ação que é propriamente dita, sem situá-la no tempo, desempenhando uma função semelhante a um substantivo. O infinitivo é o nome do verbo. Está sempre terminado em -r e nunca terá outra terminação. Exemplo: caminhar, correr, andar.
O infinitivo pode apresentar, algumas vezes, flexão em pessoa, constituindo assim duas formas possíveis: o infinitivo pessoal e o infinitivo impessoal.
De acordo com isso, temos em conta de que o infinitivo sempre terminará em -r.

## Particípio
O particípio indica uma ação já acabada, finalizada, adquirindo uma função parecida com a de um adjetivo ou advérbio. O particípio passado regular é reconhecido pelos sufixos, ou seja, terminam em -ido e ado.

Exemplos: acabado, finalizado,
Temos comprado muita comida.
Exceções: ganho, gasto, pago, dito, escrito, feito, visto, posto, aberto, coberto.
Ele foi preso ontem.
Também existem os particípios na Voz Ativa e na Voz Passiva.

## Gerúndio
O gerúndio (também chamado de presente perfeito) indica uma ação em andamento, um processo verbal ainda não finalizado. Pode ser usado em tempos verbais compostos ou sozinho. Termina com o sufixo -ndo.
Estou finalizando os exemplos deste verbete. (tempo composto)
Fazendo teu trabalho antecipadamente, não terás preocupações. (gerúndio sozinho com função de advérbio).
O gerúndio é reconhecido pelos verbos terminados em -ndo. Exemplos: subindo, caminhando, gravando, enchendo, perdendo, difundindo e etc.